# Kayla Standish
Kayla Maria Standish, coniugata Steindl (Ellensburg, 19 novembre 1989), è una cestista statunitense, professionista in Australia.

## Carriera
È stata selezionata dalle Minnesota Lynx al secondo giro del Draft WNBA 2012 con la 19ª chiamata assoluta.